# Spoonful
Spoonful è uno standard blues scritto da Willie Dixon e registrato per la prima volta nel 1960 da Howlin' Wolf e pubblicato su 45 giri.
Si basa sul brano A Spoonful Blues scritto nel 1929 da Charlie Patton a sua volta ispirato dal brano All I Want Is A Spoonful del 1925 di Papa Charlie Jackson.
Ha un solo accordo e la stessa struttura blues di altri brani scritti da Willie Dixon, come  Back Door Man.
Il gruppo che ha accompagnato Howlin' Wolf nella registrazione era composto dai chitarristi Hubert Sumlin e Freddie Robinson, dal pianista Otis Spann, dal batterista Fred Below (drums) e dal bassista Dixon. 
Nel 1962 fu inserito nel secondo disco di Howlin' Wolf Marshall Chess.
È stato inserito dalla Rock and Roll Hall of Fame nelle 500 canzoni che hanno plasmato il rock and roll oltre ad essere nella Blues Foundation Hall of Fame.
La rivista Rolling Stone lo ha piazzato al 219º posto tra le migliori canzoni di tutti i tempi.

## Cover
Il brano fu oggetto di cover da parte di numerosi artisti e gruppi. Nel 1966 i Cream inserirono il brano nell'album di esordio nel Regno Unito Fresh Cream, mentre negli USA il brano venne edito come singolo nel 1967.
Altre cover famose:
- The Blues Project (sull'album Live at The Cafe Au Go Go)
- Etta James (album del 1961 At Last!)
- the Paul Butterfield Blues Band
- Canned Heat
- Dion DiMucci
- Shadows of Knight
- Ten Years After
- The Grateful Dead
- Gov't Mule
- The Who
- Ronnie Wood
- Robert Plant (con i The Sensational Space Shifters)
- Muddy Waters